# Arctoconopa forcipata forcipata
Arctoconopa forcipata forcipata is een tweevleugelige uit de familie steltmuggen (Limoniidae). De soort komt voor in het Palearctisch en Nearctisch gebied.